# Adolf Christian
Adolf Christian (Vienna, 3 giugno 1934 – Vienna, 8 luglio 1999) è stato un ciclista su strada austriaco, professionista dal 1957 al 1961.

## Carriera
Christian ottenne risultati prevalentemente in ambito nazionale, dove ebbe modo di vincere anche l'edizione del 1954 del Giro d'Austria. Nel 1957 terminò al terzo posto il Tour de France, alle spalle di Jacques Anquetil e Marcel Janssens.

## Palmarès

### Strada
- 1954

Campionati austriaci, Prova in linea dilettanti
4ª tappa Österreich-Rundfahrt
Classifica generale Österreich-Rundfahrt
Classifica generale Wien-Rabenstein-Gresten-Wien
- 1955

Campionati austriaci, Prova a squadre
1ª tappa Giro di Voralberg
Classifica generale Giro di Voralberg
2ª tappa Wien-Budapest-Wien
Classifica generale Wien-Budapest-Wien
4ª e 5ª tappa Österreich-Rundfahrt
3ª tappa Wien-Rabenstein-Gresten-Wien
- 1956

Campionati austriaci, Prova in linea dilettanti
Classifica generale Wien-Rabenstein-Gresten-Wien
1ª tappa Graz Rundfahrt
Classifica generale Graz Rundfahrt
5ª tappa Österreich-Rundfahrt
- 1962

6ª tappa Giro dell'Ungheria
Classifica generale Giro dell'Ungheria
3ª tappa Österreich-Rundfahrt

### Pista
- 1962

Campionati austriaci, Inseguimento a squadre

## Piazzamenti

### Grandi Giri
- Giro d'Italia

1959: 68º
- Tour de France

1957: 3º
1958: 28º
1959: 41º
1960: ritirato (13ª tappa)
- Vuelta a España

1960: ritirato

### Classiche
- Milano-Sanremo

1957: 74º
1958: 10º
1959: 35º
1960: 118º
- Parigi-Roubaix

1960: 60º

### Competizioni mondiali
- Campionati del mondo

Lugano 1953 - In linea Dilettanti: 11º
Frascati 1955 - In linea Dilettanti: 6º
Copenaghen 1956 - In linea Dilettanti: 15º
Waregem 1957 - In linea: 38º
Reims 1958 - In linea: ritirato
Zandvoort 1959 - In linea: 32º
Karl-Marx-Stadt 1960 - In linea: ritirato
Berna 1961 - In linea: ritirato